# Forearc basin
Un forearc basin è  un bacino sedimentario che si forma fra l'arco magmatico e il complesso di subduzione.
Gli esempi più tipici di forearc basin sono: 
- Il bacino di Sumatra e Giava
- Il bacino della Great Valley Californiano
- Il bacino delle Antille in Atlantico
- Il bacino delle Aleutine in Alaska
- Il bacino Sud Neozelandese (a cui si è sovrapposta una grossa faglia trascorrente dislocante)

Il materiale che compone il bacino di sedimentazione è assai variabile: innanzitutto dipende dalla quantità di sedimento disponibile nel complesso di subduzione, secondariamente dalla quantità di materiale eroso dall'arco magmatico stesso. L'arco magmatico fornisce la maggior parte del sedimento che va ad alimentare il forearc basin soprattutto sotto forma di piroclastiti. Sono altresì molto importanti anche le torbiditi continentali che si sviluppano soprattutto in presenza di grossi fiumi o continental embanckment che alimentano il bacino.
I forearc basin sono da mettere in relazion con i complessi di subduzione ossia quei "prismi sedimentari" che si sviluppano per asportazione di sedimento dalla litosfera oceanica subdotta. Il movimento provoca un vero e proprio "raschiamento del materiale" che va ad accumularsi nel senso della subduzione. Sul prisma sedimentario o complesso di subduzione si sviluppano spesso bacini secondari di trench slope o grossi thrust o sovrascorrimenti.
Quando un bacino sedimentario di forearc viene a trovarsi dietro un nuovo arco di subduzione, per la migrazione dello stesso al largo del vecchio arco, il vecchio bacino si trasforma in un remnant arc basin.